# DKD-III
DKD-III – polski jednomiejscowy samolot sportowy w układzie zastrzałowego górnopłatu z lat 20. XX wieku, zaprojektowany i zbudowany w warsztatach 2. Pułku Lotniczego w Krakowie przez braci Stanisława i Mieczysława Działowskich. Oblatany 4 października 1927 roku DKD-III był jednym z wczesnych udanych polskich samolotów sportowych. Brał udział w I Krajowym Konkursie Awionetek w Warszawie, zajmując czwarte miejsce, drugiej edycji tych zawodów w 1928 roku, zajmując trzecie miejsce, oraz trzeciej edycji w 1930 roku, nie kończąc imprezy z powodu uszkodzenia. DKD-III wykonał ogółem około 1800 lotów trwających łącznie 431 godzin.

## Historia i użycie

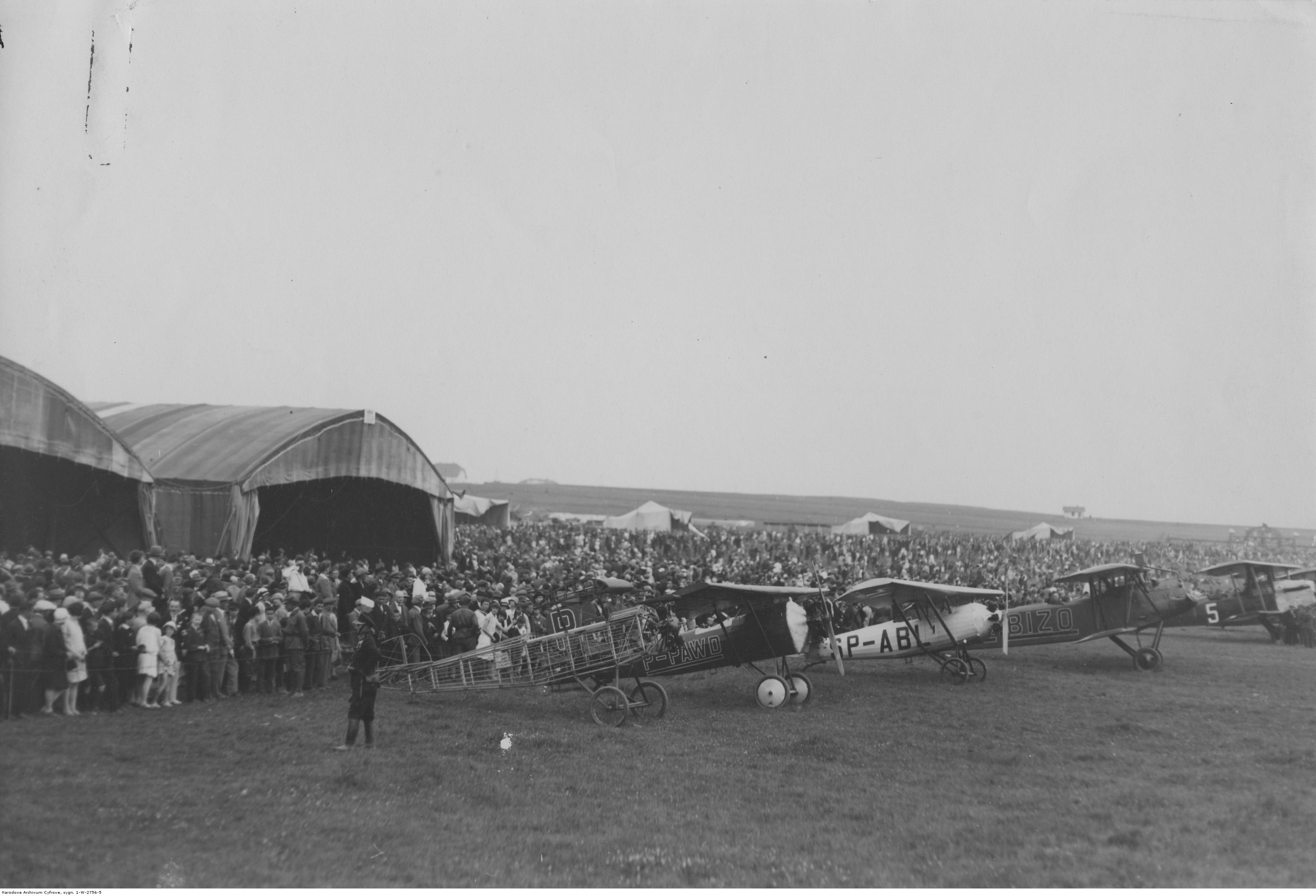
Tydzień Lotniczy w Krakowie w maju 1930 r. Widoczne m.in. DKD-IV SP-ABL i DKD-III P-PAWD

Po rozbiciu w maju 1927 roku swego pierwszego samolotu DKD-I i przewiezieniu jego wraku do Krakowa, Stanisław Działowski zaczął myśleć o skonstruowaniu nowego modelu. Pod koniec lipca 1927 roku rozpoczął wraz z bratem Mieczysławem prace nad jednomiejscową maszyną o oznaczeniu DKD-III, wykorzystując przy budowie jak najwięcej części i materiałów z rozbitego poprzednika. Projekt, wykorzystujący prawie niezmieniony płat oraz usterzenie DKD-I w połączeniu z nowym kadłubem, miał być napędzany sześciocylindrowym, chłodzonym powietrzem silnikiem gwiazdowym Anzani o mocy 45 KM, który został udostępniony Działowskim przez Departament Aeronautyki. Dzięki dotacji z Ligi Obrony Powietrznej i Przeciwgazowej, przychylności ze strony majora Zenona Romanowskiego, szefa warsztatów 2. Pułku Lotniczego, oraz pomocy kolegów, w ciągu dziewięciu tygodni powstał nowy kadłub wraz z podwoziem oraz wykonano remont skrzydła i usterzenia.
4 października 1927 roku na lotnisku Rakowice-Czyżyny DKD-III, ze znakami rejestracyjnymi P-PAWD, został oblatany przez samego konstruktora – Stanisława Działowskiego. Samolot okazał się poprawny w pilotażu, sterowny oraz miał krótką drogę startu i lądowania. Już następnego dnia S. Działowski udał się na nowej maszynie do Dęblina, a następnie do Warszawy, by wziąć udział w I Krajowym Konkursie Awionetek. W dniach 6–9 października 1927 roku samolot pilotowany przez konstruktora rywalizował z lotniska mokotowskiego z pięcioma innymi maszynami (JD-2, PWS-3B, WR-1, WK-1 Jutrzenka i Skraba ST-3). DKD-III osiągnął najlepszy wynik w próbie wznoszenia w ciągu 30 minut (osiągając pułap 2400 metrów), miał też najkrótszy start (po rozbiegu liczącym 60 metrów), najszybszy czas demontażu i montażu (16 minut i 12 sekund), a także wykazał się najniższym zużyciem paliwa (10,6 kg/100 km). W locie okrężnym na trasie Warszawa – Dęblin – Warszawa o długości 190 km samolot z powodu awarii iskrownika musiał jednak przymusowo lądować w okolicach Czerska, przez co lot trwał aż 4 godziny i 8 minut (najszybszy na trasie PWS-3 osiągnął czas 1 godziny, 32 minut i 55 sekund). Ostatecznie płatowiec Działowskich zajął w zawodach 4. miejsce uzyskując wynik 204 punktów, tracąc 255 punktów do zwycięzcy – samolotu JD-2. Konstruktor DKD-III został przez jury konkursu uhonorowany ustanowioną dodatkowo nagrodą pieniężną w wysokości 1500 złotych. 9 października, podczas lotu powrotnego do Krakowa, S. Działowski musiał dwukrotnie przymusowo lądować: w Piotrkowie Trybunalskim po kolejnej awarii silnika i w Myszkowie z powodu braku paliwa (które zostało dostarczone samolotem Hanriot z 2. Pułku Lotniczego).
W kolejnych miesiącach DKD-III był wykorzystywany do lotów propagandowych na rzecz Ligi Obrony Powietrznej i Przeciwgazowej oraz Aeroklubu Akademickiego, zrzucając ulotki zachęcające mieszkańców Małopolski i Górnego Śląska do wstępowania w szeregi organizacji lotniczych. W 1928 roku S. Działowski pozyskał fundusze ze swego rodzinnego miasta Mielca na ulepszenie konstrukcji samolotu (w wyniku czego jego masa własna wzrosła do 314 kg, masa użyteczna do 149 kg, zaś maksymalna masa całkowita do 463 kg), a na stateczniku pionowym namalowano herb tego miasta.
W dniach 29 października – 1 listopada 1928 roku samolot, także pilotowany przez konstruktora, wziął udział w II Krajowym Konkursie Awionetek, także przeprowadzonym w Warszawie. Do zawodów zgłoszonych zostało 16 samolotów (ostatecznie udział wzięło 14), w tym trzy Działowskich – oprócz DKD-III w rywalizacji uczestniczyły również dwa egzemplarze DKD-IV. Konkurs zakończył się triumfem zbudowanych przez Działowskich samolotów, gdyż DKD-IV z załogą instruktor-pilot Józef Bargiel i Karolina Iwaszkiewiczówna z Aeroklubu Akademickiego zajął 1. miejsce, DKD-IV bis z załogą por. pil. Kaczmarczyk i M. Działowski był 5., zaś DKD-III pilotowany przez S. Działowskiego zajął miejsce trzecie. DKD-III osiągnął drugi wynik w próbie najkrótszego startu (po rozbiegu wynoszącym 70 metrów), trzecią najkrótszą drogę lądowania (90 metrów), drugą lokatę w prędkości wznoszenia w ciągu 30 minut (osiągając pułap 2885 metrów), drugi najszybszy czas demontażu i montażu (11 minut i 58 sekund), a w sześciokrotnym przelocie na trasie Warszawa – Piaseczno osiągnął czas 1 godziny 51 minut i 12 sekund (średnia prędkość 97 km/h), co było jednym z gorszych rezultatów. W klasyfikacji końcowej DKD-III zajął w zawodach 3. miejsce z wynikiem 448 punktów, za co konstruktor otrzymał nagrodę pieniężną w wysokości 3000 złotych.
W 1929 roku płatowiec otrzymał nowe znaki rejestracyjne SP-ACR. Od 24 września do 6 października 1930 roku DKD-III pilotowany przez por. pil. Jana Gaździka wziął udział w III Krajowym Konkursie Awionetek w Warszawie, oznaczony numerem 2. W zawodach miało wziąć udział 27 maszyn, jednak ostatecznie w rywalizacji uczestniczyło 19 awionetek (m.in. z powodu przekroczenia dopuszczalnej masy własnej do konkursu nie dopuszczono najnowszego samolotu Działowskich – DKD-V). DKD-III uzyskał następujące wyniki: długość startu wyniosła 200 metrów, czas wznoszenia na wysokość 1500 metrów wyniósł 21 minut, a w próbie szybkości w obwodzie zamkniętym o długości 181,2 km (pięciokrotne pokonanie trasy Warszawa – Raszyn – Piaseczno – Warszawa) zanotował średnią prędkość 98,8 km/h i zużycie paliwa 9,44 kg/100 km. W pozostałych próbach samolot nie wziął udziału, gdyż z powodu awarii podczas lotu okrężnego o długości 2718 km DKD-III został uszkodzony i ostatecznie wycofany z rywalizacji na lotnisku w Brześciu.
Podczas całego okresu użytkowania samolot wykonał około 1800 lotów trwających łącznie 431 godzin, będąc jednym z pierwszych udanych polskich samolotów sportowych.

## Opis konstrukcji i dane techniczne

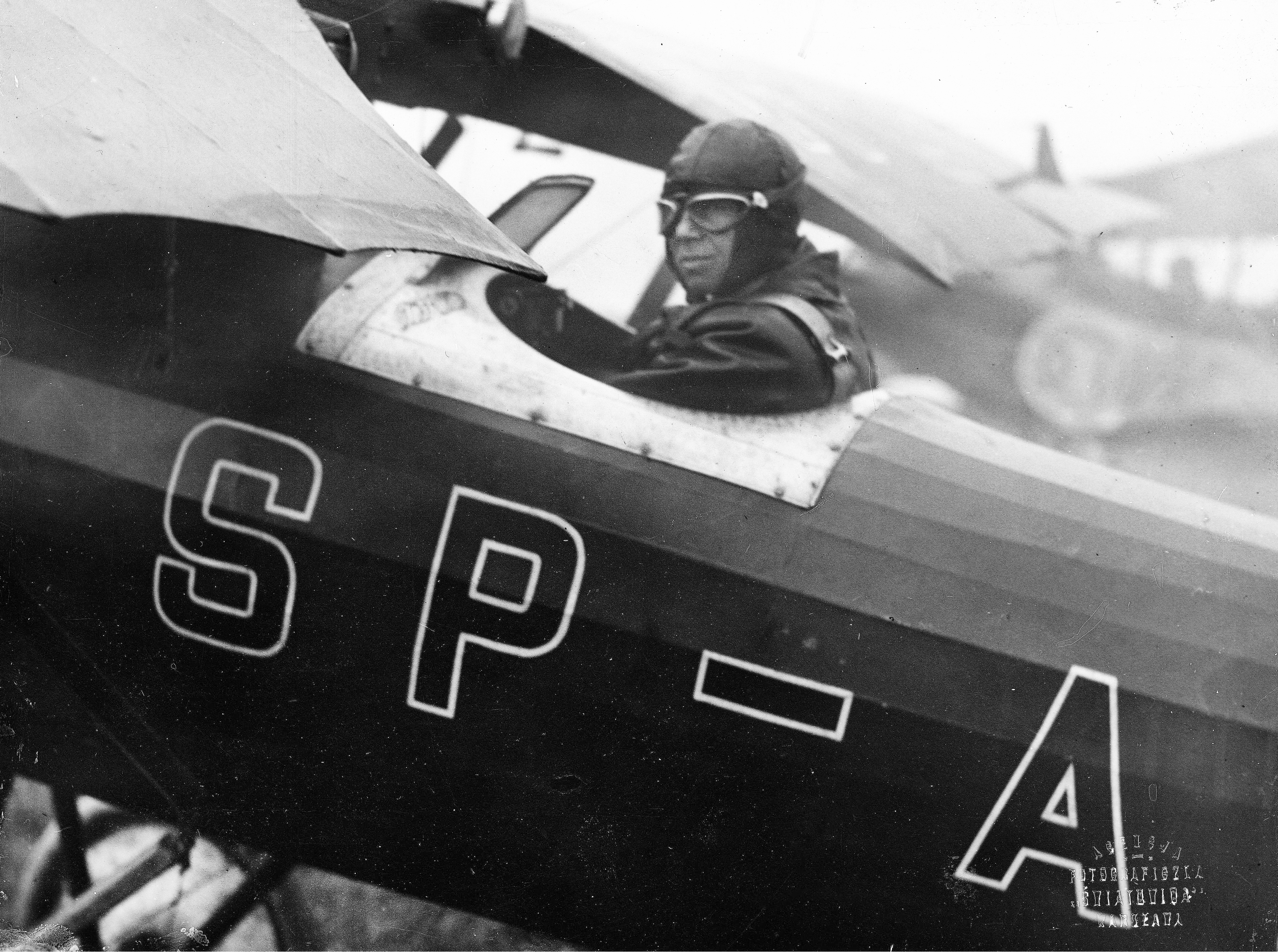
Pilot Jan Gaździk w kabinie DKD-III podczas III Krajowego Konkursu Awionetek w Warszawie

DKD-III był jednosilnikowym, jednomiejscowym, sportowym górnopłatem typu parasol o konstrukcji mieszanej. Kadłub o przekroju prostokątnym tworzyła wykonana ze spawanych rur stalowych kratownica, wykrzyżowana drutami stalowymi, kryta płótnem obciągniętym na listwach (z wyjątkiem przodu z pokryciem z blachy aluminiowej). Kabina pilota otwarta, osłonięta z przodu wiatrochronem, wyposażona m.in. we wskaźnik działania świec zapłonowych. Pilot miał do dyspozycji stopień z lewej strony kadłuba, ułatwiający wsiadanie do kokpitu.
Płat o obrysie trapezowym, dwudźwigarowy, niedzielony, konstrukcji drewnianej, kryty płótnem z wyjątkiem krytej sklejką krawędzi natarcia; przymocowany do kadłuba na piramidce z rur stalowych wykrzyżowanych drutem oraz podparty dwiema parami zastrzałów wykonanych z rur stalowych, także wykrzyżowanych drutem. Masa płata wynosiła 51 kg. Rozpiętość skrzydeł wynosiła 9 metrów, a powierzchnia nośna 11,5 m². Profil płata G-441; lotki poruszane linkami.
Długość samolotu wynosiła 5,2 metra, a wysokość 2,1 metra. Masa własna płatowca wynosiła 293 kg, masa użyteczna 127 kg, zaś masa całkowita (startowa) 420 kg (maksymalnie 463 kg). Obciążenie powierzchni wynosiło 36,5 kg/m². Usterzenie prostokątne, spawane z rur stalowych, kryte płótnem. Usterzenie poziome niedzielone, o profilu płaskim; stery poruszane były linkami. Stateczniki usztywnione między sobą i kadłubem przy pomocy drutu stalowego.
Podwozie klasyczne, dwukołowe, osiowe, ze spawanych rur stalowych usztywnionych drutem, amortyzowane sznurem gumowym; z tyłu także amortyzowana płoza ogonowa.
Napęd stanowił chłodzony powietrzem, 6-cylindrowy silnik gwiazdowy Anzani o mocy 33 kW (45 KM) przy 1450 obr./min i masie 72 kg (wyposażony w rozrusznik), napędzający stałe, drewniane, dwułopatowe śmigło ciągnące. Obciążenie mocy wynosiło 9,3 kg/KM. Zbiornik paliwa znajdował się w przedniej części kadłuba za silnikiem. Prędkość maksymalna na poziomie morza wynosiła 125 km/h, prędkość przelotowa 110 km/h, zaś prędkość minimalna 72 km/h. Przelotowe zużycie paliwa wynosiło 9,5 litra/h. Maszyna osiągała pułap 3800 metrów z prędkością wznoszenia wynoszącą 2 m/s. Zasięg wynosił 500 km. Samolot charakteryzował się rozbiegiem wynoszącym 60÷70 metrów i dobiegiem 50÷90 metrów.

### Malowanie
Cały samolot pomalowany był na ciemny odcień koloru szmaragdowozielonego, z wyjątkiem przodu kadłuba i tarcz kół w naturalnym kolorze aluminium. Początkowo na sterze kierunku widniał napis „DKD”, uzupełniony później o dużą literę „P” i znaki rejestracyjne P-PAWD na bokach kadłuba i górnej powierzchni płata, w kolorze czarnym z białą obwódką i podkreśleniem linią poziomą. Od 1928 roku na stateczniku pionowym po obu stronach widniał ówczesny herb Mielca i napis „Mielec”. Na pokrytym lakierem bezbarwnym śmigle namalowano małe biało-czerwone szachownice. Po zmianie oznaczenia samolotu na SP-ACR literę „P” na stateczniku zmieniono na „SP”, a potem zupełnie zamalowano; herb Mielca zastąpiono natomiast logo Aeroklubu Akademickiego w Krakowie oraz zlikwidowano linie podkreślające znaki rejestracyjne.